# Operabase
Operabase es una base de datos en línea de interpretaciones de ópera, teatros y compañías de ópera, los propios intérpretes así como sus agentes. Operabase, se puede encontrar en operabase.com, es propiedad de y operada por Operabase Ltd., una empresa ubicada en Luton, Inglaterra. El sitio web comenzó en 1996 como la afición de Mike Gibb, convirtiéndose en su ocupación a tiempo completo tres años después. La base de datos es actualmente operada por Gibb y Muriel Denzler, quien proporciona servicios a los profesionales de operísticos por una tarifa, aunque el sitio se puede ser consultado por cualquier usuario gratuitamente.
Se ha citado a Gibb y Denzler en un artículo en el sitio web de la organización del servicio de ópera europea, opera-europe.org (una organización similar a aquellas establecidas en los Estados Unidos y Canadá, OPERA America y Opera.ca) proporcionan servicios especializados a los profesionales de la ópera, incluyendo en el sitio "herramientas de casting, producciones discográficas, asesoría administrativa, información de producción, etc.". Pero ellos ponen énfasis en que "el sitio fue originalmente creado con miras al público en general, que aún constituyen el 96% de sus usuarios". Operabase "es internacional en su esencia; su información abarca también Australia y Eindhoven y está traducido a siete idiomas."
Para su décimo aniversario, la página web recibió "alrededor de 10.000 visitantes diarios en su web pública, quienes visitan entre ellos alrededor de cuatro millones de páginas al mes. De estos, casi la mitad de las publicaciones se leen en inglés, el 17% en alemán, un 12% en italiano, un 10% en francés, y un 9% en español."
Un nuevo rasgo compara cinco temporadas de ópera, 2005/06 hasta 2009/10. Esta es la sección "Estadísticas", permite a usuarios investigar el número total de interpretaciones por país; per cápita por país; por número de interpretaciones en cada ciudad; por rankings de 1.005 compositores (con Giuseppe Verdi en lo alto de la lista con 2.259 interpretaciones de sus óperas; por compositores modernos; por los rankings de 60 compositoras con Kaija Saariaho quien lleva 15 representaciones realizadas de sus obras; y, finalmente, por el número de óperas representadas (2.153), con la lista dominada por las 451 representaciones de La flauta mágica de Mozart, seguida estrechamente por La traviata de Verdi con 447.
Operabase también contiene datos sobre representaciones de zarzuela también. Sin embargo, casi ninguna compañía las registra por desconocimiento de su existencia o desinterés. Eso hace que los datos contenidos sobre este género sean incompletos e incorrectos.